# Mercat del Clot
El Mercat del Clot és un edifici del barri homònim de Barcelona, catalogat com a bé amb elements d'interès (categoria C).

## Història
Els seus orígens es remunten al segle xix, quan shi 'inicià un mercat a l'aire lliure. Tanmateix, a causa del creixement de l'activitat i de la demografia del barri es decidí construir un mercat cobert en un dels terrenys de la família Buxó per a resguardar la gent de les inclemències meteorològiques. Aquest va ser projectat el 1884 per Pere Falqués i Urpí, arquitecte municipal de Sant Martí de Provençals, i inaugurat el 1889.
El mercat va ser reformat als anys 1960 i de nou el 1994-1995.

## Descripció
D'estil premodernista, és de planta rectangular i coberta a dues vessants, i interiorment està dividida en tres naus. L'estructura és metàl·lica i està formada per tres naus a base d'encavallades i tancament d'obra vista amb elements decoratius de pedra. A les dues façanes principals hi ha elements decoratius de ceràmica. A la darrera reforma (1995), els paraments de lamel·les de fusta que permetien la ventilació han estat substituïts per panys vidriats.